# غيرد ألتوف
غيرد ألتوف (من مواليد 9 يوليو 1943) هو مؤرخ ألماني مختص في العصور الوسطى المبكرة والعليا. ويقدم نفسه (بكلمات مستخدمة كجزء من عنوان أحد كتبه العديدة) كباحث في «القواعد السياسية للعبة» في العصور الوسطى. وقد شغل منصب أستاذ في جامعات مونستر (1986-1990 و1997-2011) وغيسن (1990-1995) وبون (1995-1997).
أثرى زميله هاغن كيلير المختص في العصور الوسطى في جامعة مونستر أبحاث ألتوف الرائدة في الفترة الأوتونية من خلال التعاون بينهما. ويعتبر معجبوهما أنهما رفعا مكانة جامعة مونستر بشكل ملحوظ كمركز لدراسة تاريخ العصور الوسطى. ركزت أبحاث ألتوف الخاصة حول عمل الدولة في العصور الوسطى، وأشكال التواصل العام خلال تلك الحقبة، والروابط التي ربطت المجموعات المختلفة معًا، ووسائل حل النزاعات المطبقة، وكان لهذه الأبحاث منذ ثمانينيات القرن العشرين تأثير كبير على «الدراسات القروسطية» الألمانية والدولية كما قادت عمليات إعادة تقييم مهمة لملكية القرون الوسطى المبكرة والعليا.

## حياته
ولد غيرد ألتوف في هامبورغ خلال الحرب العالمية الثانية، ونشأ في منطقة مونسترلاند بالقرب من الحدود الهولندية. والتحق بالمدرسة الثانوية الرسمية في إبينبورن حتى عام 1963. وبين عامي 1965 و1970 بدأ بالدراسات الألمانية في مونستر وهايدلبرغ. وكان التحول إلى دراسة التاريخ ناتجًا عن مشاركة ألتوف في «حركة ألمانيا الغربية لعام 1968» والحاجة إلى مواجهة التاريخ الحديث وكابوس هتلر الذي يعتقد الشباب أن معظم الألمان من الجيل الأكبر سنًا - وإن كان بمستويات متفاوتة بشكل كبير من الحماس والالتزام - قد شاركوا فيه، وهو منطق استشهد به العديد من الألمان الغربيين من جيله. وأطلق مسيرته الأكاديمية في مونستر بمساعدة كارل شميد في مشروعه «الأفراد والمجتمعات»، والذي كان جزءًا من برنامج أبحاث القرون الوسطى الأوسع في الجامعة. ويتعلق بحثه الأول المنشور بقائمة من الرهبان في الدير القديم في بروم والتي جرى تضمينها في «ليبر أوريوس» في بروم الكارولنجية. وظهرت القائمة في عام 1973 كمساهمة في المجلة الأكاديمية فروميتيلالتاليكيه شتودين. وحصل على الدكتوراه (درجة الدراسات العليا) بعد ذلك بعام مقابل عمله حول السجل المدني في دير بورغورست. وجرى منحه الدكتوراه من قبل جامعة مونستر، وأشرف على العمل كارل شميد الذي كان قد بدأ التدريس حديثًا في فرايبورغ في أقصى الجنوب. وتبعه ألتوف وبقي في فرايبورغ كمساعد باحث لمدة ست سنوات بعدها.
في فرايبورغ حصل ألتوف في عام 1981 على شهادة التأهل للأستاذية (درجة أعلى). واستندت أطروحته آنذاك إلى بحث في سلالة بيلونغ والسلالة الأوتونية: جرى نشر الأطروحة عام 1984 بعنوان «النبلاء والملكية من خلال مرآة تقاليدهم المحفوظة في الذكرى». وتمثل شهادة التأهل للأستاذية في ألمانيا عادةً الانفتاح على حياة مهنية طويلة في البحث والتعليم على مستوى الجامعة. وفي عام 1986 قبل غيرد ألتوف أول تعيين له كأستاذ، خلفًا لبيتر جوهانك كأستاذ لتاريخ القرون الوسطى في جامعة مونستر. وانتقل مرة أخرى في عام 1990 عندما تولى كرسي التدريس في العصور الوسطى والتاريخ الحديث في غيسن خلفًا لكارليشارد برول. وهناك بين عامي 1991 و1995، كان مساعدًا مشاركًا ثم مشرفًا على صف الدراسات العليا في «دولة العصور الوسطى والدولة الحديثة». كما شغل منصب العضو المنتدب للمعهد التاريخي في الجامعة عام 1992، وخلال عامي 1993/1994 شغل منصب عميد كلية التاريخ. ومع ذلك في عام 1995 قبل ألتوف دعوة للانتقال إلى جامعة بون. وفي بون جرى تعيينه مرة أخرى في منصب أستاذ في العصور الوسطى والتاريخ الحديث، وهذه المرة خلفًا لرودولف شيفر الذي انتقل إلى ميونيخ. وألقى محاضرته الافتتاحية في ديسمبر عام 1995 حول موضوع «الغضب والدموع والندم: العاطفة في التواصل العام في العصور الوسطى». وكان الموضوع الذي سيعود إليه. وفي عام 1996 جرى تعيين غيرد ألتوف مديرًا منتدبًا «لندوة بون التاريخية» (القسم). ومع ذلك فقد قبل الفرصة التي أتاحها تقاعد يواخيم وولاش في عام 1996 للعودة إلى مونستر في عام 1997 كأستاذ لتاريخ العصور الوسطى. وألقى محاضرته الافتتاحية عن أهمية «الاتصال الرمزي» لفهم العصور الوسطى. وخلال العامين 1998/1999 شغل منصب العضو المنتدب في «الندوة التاريخية» لمونستر (القسم). وتقاعد من مناصبه بدوام كامل في جامعة مونستر في 4 يوليو عام 2011. وكانت محاضرة الوداع، التي نُشرت أيضًا في فروميتيلالتاليكيه شتودين، عن «الملكية في العصور الوسطى العليا».
درّس ألتوف العديد من الطلاب في جامعات غيسن وبون ومونستر الذين حققوا لاحقًا شهرة أكاديمية كبيرة، بما في ذلك هيرمان كامب وشتيفان كريب وكلاوديا غارنييه وكريستيان فيتهفت. وكان الخلف المباشر لألتوف كأستاذ لتاريخ العصور الوسطى في مونستر (وبقي حتى عام 2020) ولفرام دروز.
بالإضافة إلى عمله الأساسي كأستاذ في ألمانيا حصل ألتوف على العديد من المناصب الأستاذية الدولية، لا سيما في بيركلي (1995)، ومدرسة الدراسات العليا في العلوم الاجتماعية في باريس (1998)، ولاحقًا في موسكو (2011). وشارك بشكل أساسي في التخطيط والتنظيم والإعلان عن معرض أعمال صاغة العصور الوسطى وغيرها من المجوهرات الثمينة، والذي جرى تقديمه في مونستر، كما كتب برنامج المعرض المكون من 482 صفحة. وقبل ذلك بثلاث سنوات كان على نفس المنوال منخرطًا في معرض مشهد القوة في ماغديبورغ. وبين 1 نوفمبر عام 2015 و31 أكتوبر عام 2016 شغل ألتوف منصب باحث شبه شرفي «أستاذ أول» في مونستر.
شمل ارتباط ألتوف الطويل مع المجلة المتخصصة فروميتيلالتاليكيه شتودين عقدًا من العمل كمحرر وناشر وحيد بين عامي 2001 و2011، وشروط أخرى كمحرر وناشر مشارك بين عامي 1998 و2001، ومرة أخرى في عام 2012. وبين عامي 1988 و1991 كان قائد مشروع لجامعة مونستر هو «مجال البحث الخاص 231 (إس إف بي 231) تناول أشكال التواصل المكتوبة خلال العصور الوسطى». وفي عام 1997 أصبح مشرفًا على مدرسة مونستر للدراسات العليا باسم «ثقافة الكتابة والمجتمع في العصور الوسطى».

## العضويات
كان ألتوف عضوًا في دائرة عمل القرون الوسطى في مكتبة هرتسوغ أوغست في فولفنبوتل منذ عام 1999، وفي جمعية التاريخ الدستوري، ودائرة العمل في كونستانس لتاريخ العصور الوسطى (منذ عام 1993)، ومنذ عام 2003 أصبح عضوًا كاملًا في اللجنة التاريخية في وستفاليا.

## التقدير
في عام 1997 أصبح ألتوف مديرًا لمعهد مونستر لأبحاث العصور الوسطى المبكرة. وفي عام 2004 أو 2005 حصل على جائزة جامعة مونستر للأبحاث بقيمة 30.000 يورو، تقديرًا للعديد من الأنشطة المتعلقة بالبحث الأكاديمي التي عمل عليها ونظمها.